# Vincenzo d'Escamard
Vincenzo d'Escamard (Castroreale, 1772 – Napoli, 1833) è stato un generale italiano, particolarmente distintosi come ufficiale nel corso delle guerre napoleoniche. Prestò servizio nell'Esercito delle Due Sicilie ricoprendo l'incarico di Consigliere dell'Alta Corte militare e Consultore di Stato. Nel corso dei moti in nord Italia del 1830-1831, e l'inizio della repressione austriaca, fu nominato commissario del re per gli Abruzzi, ricevendo l'incarico di sorvegliare attentamente i confini settentrionali del Regno. All'inizio del 1833 entrò a far parte del Consiglio dei generali, e fu nominato Direttore generale delle artiglierie e degli ingegneri, dell'ufficio topografico e dei licei militari.

## Biografia
Nacque a Castroreale nel 1772, figlio di Patrizio e della signora Gabriella Nucerino. L'11 maggio 1778 entrò come cadetto nell'esercito del Regno di Napoli, assegnato al Reggimento "Farnese". Il 14 ottobre 1792 divenne alfiere delle artiglierie, e l'anno seguente partì con il corpo di spedizione napoletano per partecipare alla difesa della città di Tolone, in Francia, allora assediata dalla forze della repubblicane. Si distinse per aver ben diretto il fuoco delle artiglieria contro il Forte di "Aiguillette" e il ridotto della "Convenzione", e il 30 novembre sul campo di San Rocco. Durante le fasi dell'evacuazione delle truppe anglo-napoletane si distinse per la difesa dei trinceramenti di Missiessis e Sant'Anne des moulins, raggiungendo successivamente a nuoto le navi del maresciallo Bartolomeo Forteguerri. Al ritorno in Patria fu promosso luogotenente, ed entrò in servizio nella compagnia degli artefici delle artiglierie.
Il 23 ottobre 1798 il Regno di Napoli entrò in guerra con la Repubblica Francese, invadendo i territori della Repubblica Romana per ristabilire l'autorità del Papa su quei territori. Le forze napoletane raggiunsero Roma in sei giorni di operazioni, e fu allora che le truppe francesi passarono risolutamente all'offensiva sconfiggendo l'esercito borbonico nella successiva battaglia di Civita Castellana. Tale battaglia portò alla disgregazione dell'esercito napoletano, e la sconfitta si trasformò in rotta.  
Nel frattempo, il 5 novembre, era stato promosso da tenente a capitano ed assegnato al corpo delle fortificazioni allora al comando del brigadiere Vincenzo Minichini. 
Su ordine del capo di stato maggiore, generale Parisi, difese il ponte da lui realizzato sul fiume Liri tra Ceprano e Isola, con l'aiuto di una batteria da 40 cannoni, e poi attraversò il fiume per porsi in salvo. Si distinse nuovamente per la difesa di un ponte sul fiume Garigliano, che consentì ai reparti borbonici dei comandanti Philipstall e Bourcard, ritirandosi infine a Capua sotto l'incalzare dell'avanzata francese. Durante l'assalto nemico contro la fortezza di Capua aveva il comando del ridotto di "San Giuseppe" che ben difese, dirigendo il tiro dei pezzi d'artiglieria caricati a mitraglia contro la cavalleria nemica. Rimase gravemente ferito alla gamba destra da una pallottola di moschetto.
Dopo la proclamazione della Repubblica Napoletana entrò al suo servizio, nominato il 4 pratile comandante della compagnia zappatori.  Con la restaurazione borbonica rientrò in servizio nell'esercito regolare, e nel 1801 partecipò alle operazioni militari contro la Repubblica Cisalpina distinguendosi nell'assedio di Siena.  Dopo la firma del trattato di Firenze, fu mandato in Puglia in presidio della coste del Mare Adriatico.  Nel 1805 re Ferdinando IV aderì alla terza coalizione antinapoleonica, e dopo l'esito positivo della battaglia di Austerlitz l'Imperatore dei francesi decise di invadere e occupare definitivamente il Regno di Napoli. Il 31 dicembre Napoleone nominò suo fratello Giuseppe re di Napoli, e gli affidò il comando delle truppe d'invasione che occuparono Napoli il 15 maggio 1806. Trasferitosi in Sicilia al seguito di Ferdinando IV fu nominato capitano comandante il 30 maggio 1807, e maggiore l'anno successivo. Durante le operazioni contro le truppe francesi si distinse nell'assalto al castello dell'isola d'Ischia, e il 28 ottobre 1812 fu promosso luogotenente colonnello assumendo il comando della brigata degli ingegneri di campagna. All'atto della restaurazione fu nominato dapprima colonnello, e ventun giorni dopo maresciallo di campo. Con il primo ordinamento del genio militare ne fu nominato comandante il tenente generale Patrizio Guillamat, mentre egli divenne uno dei due Ispettori generali, insieme a Bardet. Con il nuovo ordinamento emesso il 20 luglio 1819, e la morte di Guillamat, fu nominato vicedirettore del genio militare, incarico riconfermato anche nel luglio 1822, ritornando all'incarico di Ispettore con l'ordinamento del 1827. Nominato Consigliere dell'Alta Corte militare, divenne poi Consultore di Stato.
Nel corso dei moti in nord Italia del 1830-1831, e l'inizio della repressione austriaca, il 18 febbraio 1831 fu nominato Commissario del re per gli Abruzzi, con quartier generale a L'Aquila, ricevendo l'incarico di sorvegliare attentamente i confini settentrionali del Regno. Divenuto cagionevole di salute chiese di poter ritornare a Napoli, cosa che avvenne. All'inizio del 1833 entrò a far parte del Consiglio dei generali, e fu nominato Direttore generale delle artiglierie e degli ingegneri, dell'ufficio topografico e dei licei militari. L'aggravarsi delle condizioni di salute lo portò a chiedere di essere messo in congedo, ma si spense poco dopo nel corso del 1833. Membro della Società Reale Borbonica, era sposato con la signora Enrichetta Mori da cui ebbe due figli.

## Pubblicazioni
- Memoria sui ponti che si costruiscono e le varie operazioni di guerra, Manoscritto dell'officio topografico, Palermo.
- Artiglieria teorica, Napoli, 1816.

### Annotazioni
1. ↑  Discendente di una nobile famiglia di origine fiamminga fedele alla Corona di Spagna.

### Fonti
1. ↑  D'Ayala 1843, p. 553.
2. 1 2  D'Ayala 1843, p. 554.
3. 1 2  D'Ayala 1843, p. 556.
4. 1 2 3 4  D'Ayala 1843, p. 557.
5. 1 2 3 4 5  D'Ayala 1843, p. 558.
6. 1 2 3  D'Ayala 1843, p. 559.
7. 1 2 3  D'Ayala 1843, p. 560.
8. 1 2  Parisi 1838, p. 42.
9. 1 2  D'Ayala 1843, p. 561.
10. ↑  D'Ayala 1843, p. 562.
11. ↑  Parisi 1838, p. 105.
12. ↑  D'Ayala 1843, p. 563.
13. ↑  D'Ayala 1843, p. 564.
14. ↑  D'Ayala 1843, p. 565.
15. ↑  D'Ayala 1843, p. 566.